# Stopa mennicza konwencyjna
Stopa mennicza konwencyjna – stopa mennicza wprowadzona w Austrii w 1754 r., według której z jednej grzywny kolońskiej czystego srebra bito 10 talarów lub 20 guldenów.
Stopa ta została zaakceptowana przez Bawarię, Wirtembergię, Frankonię i Saksonię, a w 1766 r. także przez I Rzeczpospolitą.

## Literatura
- Mikołajczyk A. Leksykon numizmatyczny, Wydawnictwo Naukowe PWN, Warszawa-Łódź, 1994